# グローバルピッグファーム
グローバルピッグファーム（英文社名：Global Pig Farms, Inc.）は、群馬県渋川市に本社を置くブランド豚（和豚もちぶた）の養豚企業である。

## 事業内容
- 養豚生産及び食肉流通
- 事業部
  - 業務サービス部
  - 飼料・育種サービス部
  - 農場コンサルサービス部
  - 総務サービス部
  - 企画開発サービス部
  - ハム工房
  - 直営農場
  - 東山農場
  - 酒田営業所

## 沿革
- 1978年（昭和53年）- 赤地養豚株式会社（種豚育種農場）を設立。自家配銘柄豚研究会を結成。
- 1983年（昭和58年）6月 - グローバルピッグファーム株式会社を設立。
- 1986年（昭和61年）
  - 本社を建設。
  - ジーピーラボラトリーズ株式会社（コンサルタント獣医会社）を設立。
- 1990年（平成2年）- ハム工房ぐろーばるを設立。
- 1993年（平成5年）- 明智ジェネティクス株式会社（種豚育種農場）を設立。
- 1996年（平成8年）- 直営農場を開設（繁殖母豚1,200頭）。
- 1998年（平成10年）- ジーピーラボラトリーズを合併。
- 2006年（平成18年）
  - 酒田食肉物産株式会社を合併、酒田営業所を開設。
  - 阿賀北食肉センターの土地及び建物を取得。
- 2009年（平成21年）- 東山農場を開設（肥育部門、那須塩原市）。

## 関連会社
- 赤地養豚株式会社 - 群馬県渋川市北橘町上箱田1266
- 明智ジェネティクス株式会社 - 岐阜県恵那市明智町1001